# 日比野光敏
日比野 光敏（ひびの てるとし、1960年 - ）は日本の寿司研究の第一人者。
清水すしミュージアム（静岡市）名誉館長、愛知淑徳大学教授。

## 略歴
1960年、岐阜県大垣市に生まれる。
名古屋大学での専攻は、文学部地理学科であり、「好きなところへ行き、自由なテーマでそこの地域の独自の研究」という科目があったので、大学4年生の時に和歌山県へ行き、郷土料理を調べていた。その当時から寿司は大好きであったが、生まれて初めて和歌山のなれずしを知ると、面白そうだと思い、研究を始めた。様々な文献などを探しが、その当時にあった文献は『すしの本』（篠田統著、柴田書店、1966年）が唯一の文献という状態であり、日本では一般的でもあり、日本の伝統食である寿司の研究がほとんどされていないことに気づき、寿司をテーマとした論文を執筆する。
1985年に名古屋大学大学院文学研究科（人文地理学）修正過程を修了し、岐阜市歴史博物館の学芸員として就職する。岐阜市には、長良川の鵜飼いで獲られたアユを用いた「あゆのなれずし」という郷土料理がある。この「あゆのなれずし」についても資料文献などがなかったので自分なりに調べて論文にまとめて発表したところ、「寿司を研究している日比野というのがいるらしい」という話が広まったことで、本格的に寿司の研究を行うようになった。
当時、寿司の研究をしていた研究者が皆無ということではなかったが、篠田統も既に亡くなっており、日本国内で寿司の研究を専門とするのは日比野ただ独りであった。
名古屋経済大学短期大学部教授、京都和食文化研究センター（京都府立大学附属機関）特任教授を歴任する。

## 業績

### 代表的な著作
本節の出典
- ぎふのすし （1993年、岐阜新聞社、ISBN 978-4905958123）
- すしの貌 :時代が求めた味の革命（日本を知る） （1997年、大巧社、ISBN 978-4924899193）
- すしの歴史を訪ねる （1999年、岩波書店、ISBN 978-4004306412）
- すしの事典 （2001年、東京堂出版、ISBN 978-4490105773）

他、多数。

### 監修
- 清水すしミュージアム - 清水市（現・静岡市清水区）[1]
清水市の市制施行百年を記念して寿司ミュージアムを作ろうとした際に、業者から日比野に声をかけた[1]。